# 土井リハビリテーション病院
土井リハビリテーション病院（どいりはびりてーしょんびょういん）は、兵庫県小野市にある医療機関。医療法人社団栄宏会の病院である。「責任、協調、安全、奉仕」を病院の基本理念とし、急性期治療を終了した患者の慢性期における治療、リハビリテーション、療養、介護並びに在宅生活における支援をしている。旧称医療法人社団栄宏会土井病院（いりょうほうじんしゃだんえいこうかいどいびょういん）。

## 沿革
- 1993年（平成5年）8月 - 介護力強化病院として土井病院開設（150床）
- 1995年（平成7年）12月 - リハビリテーション棟増築
- 1996年（平成8年）3月 - 医療法人社団　栄宏会　土井病院　開設（150床）
- 1998年（平成10年）5月 - 栄養課を直営化
- 1999年（平成11年）3月 - デイケア棟増築
- 2000年（平成12年）7月 - 全病床を療養型病床に変更
- 2001年（平成13年）1月 - 150床から160床に増床
- 2006年（平成18年）9月 - 医療療養型病床の一部（40床）を回復期リハビリテーション病棟（3A病棟）に変更
- 2006年（平成18年）9月 - オリーブ小野土井病院居宅介護支援事業所を院外移転
- 2006年（平成18年）9月 - オリーブ加西土井病院居宅介護支援事業所を開設（院外）
- 2006年（平成18年）9月 - 元気あっぷ加西土井病院デイサービスセンターを開設（院外）
- 2006年（平成18年）9月 - 土井病院附属診療所（内科・皮膚科）を開設（院外）
- 2006年（平成18年）9月 - 精神科デイケア（大規模）開設
- 2007年（平成19年）8月 - 土井病院附属診療所をオリーブ皮フ科に変更（院外）
- 2008年（平成20年）9月 - 介護療養型病床（40床）を医療療養型病床（40床）に変更
- 2008年（平成20年）10月 - オリーブ加西土井病院訪問看護ステーションを開設（院外）
- 2011年（平成23年）5月 - 元気あっぷ西脇土井病院デイサービスセンター開設（院外）
- 2011年（平成23年）5月 - オリーブ西脇土井病院居宅介護支援事業所を開設（院外）
- 2011年（平成23年）5月 - オリーブ西脇土井病院訪問看護ステーションを開設（院外）
- 2011年（平成23年）11月 -病院機能評価（Ver.6.0)の認定取得
- 2022年（令和4年）6月 - 土井リハビリテーション病院に改称

## 診療科
- 内科
- リハビリテーション科

## 医療法人社団栄宏会土井病院関連施設
- オリーブ皮フ科 (兵庫県小野市黒川町1719)
- 元気アップ加西デイサービスセンター (兵庫県加西市北条町横尾150-1)
- オリーブ加西居宅介護支援事務所 (兵庫県加西市北条町横尾150-1)
- オリーブ小野居宅介護支援事務所 (兵庫県小野市黒川町1722-1)
- 元気あっぷ西脇デイサービスセンター (兵庫県西脇市小坂町字丁田225-9)
- オリーブ西脇居宅介護支援事務所 (兵庫県西脇市小坂町字丁田225-9)

## 周辺
- 国道175号
- 国道372号
- 兵庫県道79号高砂加古川加西線
- 兵庫県道349号市場多井田線
- 青野ケ原駅

## 交通アクセス
- JR西日本加古川線青野ケ原駅下車、徒歩15分